# Tankred von Hauteville
Tankred von Hauteville war normannischer Valvassor und Abenteurer. Er lebte im 11. Jahrhundert und war der Stammvater der Dynastie Hauteville, der auch die ersten Könige von Sizilien angehörten.

## Leben
Tankred war ein niederer Adliger, der auf der Halbinsel Cotentin in der Nähe von Coutances eine kleine Herrschaft besaß. Es ist nicht gesichert, um welches von drei Dörfern mit dem Namen Hauteville es sich dabei handelte, doch nimmt man an, es sei Hauteville-la-Guichard gewesen. 
Tankred zeugte zwölf Söhne mit zwei Frauen. Nach seinem Tod trat der älteste Sohn, Serlon, die Erbschaft an. Nach dem geltenden Gesetz war nur der Erstgeborene erbberechtigt. Die leer ausgegangenen Abkömmlinge mussten ihr Glück und ihre Zukunft anderweitig suchen. So kam es, dass sich von Tankreds Söhnen im 11. Jahrhundert mindestens acht in Unteritalien aufhielten. Zuerst fanden sich die ältesten Söhne Wilhelm und Drogo dort ein, die sich von einfachen Söldnern zu Kompanieführern und schließlich zu Grafen (wenn auch ohne größere Bedeutung) hocharbeiteten. Mit der Zeit wurden durch den Erfolg der beiden weitere Hautevilles nach Apulien gezogen: Um 1045 Humfred, dann auch Gaufred und der – später bedeutende – erste Sohn mit Frensendis, Robert Guiskard. Es folgten noch Malgerius, Wilhelm und schließlich der jüngste Sohn des altavillschen Tankreds, Roger. Die sich so begründende normannisch-altavillsche Dynastie reichte bis Friedrich II., dessen Mutter Konstanze eine Enkelin Rogers war.
| Personendaten    | Personendaten                          |
| ---------------- | -------------------------------------- |
| NAME             | Tankred von Hauteville                 |
| KURZBESCHREIBUNG | normannischer Valvassor und Abenteurer |
| GEBURTSDATUM     | 10. Jahrhundert oder 11. Jahrhundert   |
| STERBEDATUM      | 11. Jahrhundert                        |